# AKC Metelkova mesto
AKC Metelkova mesto (tudi samo Metelkova) je avtonomni kulturni center, ki se nahaja v središču Ljubljane v severnem delu kompleksa nekdanje vojašnice iz časa Avstro-Ogrske ob Metelkovi cesti. Metelkova velja za eno najpomembnejših središč alternativne kulture v Sloveniji. Sestavljajo ga različni klubi, lokali in galerije ter Hostel Celica, ki ima prostore v stavbi nekdanjega vojaškega zapora. Celoten kompleks vojašnice, v katerem so tudi prostori Slovenskega etnografskega muzeja, Slovenskega narodnega muzeja in Zavoda za varstvo kulturne dediščine Slovenije, je vpisan v register nepremične kulturne dediščine.
Utente:AnarhističnaZveza C.soPalermo,46TURIN
Center je nastal leta 1993, ko je skupina prostovoljcev in aktivistov, povezanih v t.i. Mrežo za Metelkovo, zasedla stavbe kompleksa, iz katerega so se dve leti pred tem umaknili vojaki JLA in so bile namenjene za rušenje. Od takrat projekt zaznamuje tudi neurejen pravni status (uradni lastnik zemljišča je Mestna občina Ljubljana), zaradi česar občasno, kljub načelni toleranci, prihaja do bolj ali manj konkretnih ogrožanj njegovega obstoja s strani aktualnih oblasti.

## Zgodovina
Izgradnja Avstro-Ogrske vojašnice je bila pričeta leta 1882 in dokončana leta 1911. Do junija leta 1991 so bili prostori v lasti Jugoslovanske ljudske armade. Del objektov vojašnice je kasneje prešel v last ministrstva za kultura in bil namenjen muzejski dejavnosti.
Leta 1990 je bila vzpostavljena Mreža za Metelkovo, katere pobudniki so predlagali nov ustvarjalen način uporabe prostorov opuščene vojašnice na Metelkovi ulici. Leta 1991 je Mreža novi vladi samostojne Republike Slovenije uradno podala pobudo za prenos lastništva poslopja.
Vlada RS je kot lastnica opuščenih prostorov vojašnice leta 1992 prepustila pobudnikom projekta Mreža za Metelkovo, ki jo je organiziralo okoli 300 umetnikov in pripadnikov različnih subkultur, ki so želeli na območju ustvariti kulturni center. Na skupščini MOL marca 1993 je občina obljubila, da bo zakonsko uredila predajo vojašnice v rabo Mreži, vendar se je prenos kljub podpisu dveh dogovorov ustavil pri primopredaji. Mreža je v začetku septembra napovedala, da bo konec meseca vojašnico zasedla tudi če pravni aspekti ne bodo dokončno urejeni. Pri pripravi morebitnega prevzema so Mreži za Metelkovo pomagali izkušeni skvoterji iz Utrechta.
9. septembra 1993 je bila na ljubljanski Fakulteti za arhitekturo organiziran seminar o perspektivni preureditvi prostorov vojašnice. Sodelujoči so med pripravami na seminar na strehi zgradbe opazili delavce in nato ugotovili, da poteka prikrito rušenje stavbe ter o tem obvestili aktiviste Mreže. Rušenje je potekalo zgolj na stavbah, dodeljenih Mreži, naročila pa ga je ljubljanska mestna vlada. Da bi preprečili rušenje so aktivisti in podporniki zasedli prostore. Zaradi zasedbe je kasneje Mrežo neuspešno tožila mestna vlada.
Leta 2006 je državni inšpektorat za okolje in prostor porušil urbano likovno skulpturo Mala šola, kot stavbo, zgrajeno brez ustreznih dovoljenj.

### Lastništvo in upravljanje Hostela Celice
Julija 2016 je ŠOU v Ljubljani, ki je do tedaj upravljal Hostel Celico, odločil prodati ustanoviteljske pravice zavoda Celica po izhodiščni ceni 288.000 €. Tedaj je ŠOU za Celico ljubljanski občini plačeval okoli 79.000 € najemnine letno (MOL ŠOU do leta 2011 ni zaračunaval najemnine za stavbo). ŠOU je načrtoval tudi prenos svojega lastniškega deleža na MOL (v zameno za lastništvo občinskih prostorov drugod); MOL je bil tedaj tudi že večinski (75 %) lastnik stavbe in bi po prenosu 100 % lastnik Hostela Celica. Avgusta tega leta je ŠOU ustanoviteljske pravice Celice za 290.000 € prodala dotedanjemu direktorju Celice (oz. njegovemu podjetju), ki je po navedbah ŠOU edini oddal veljavno ponudbo, po nekaterih ocenah pa je bila prodajna cena močno pod dejansko vrednostjo.
Leta 2017 se je MOL odločil za poskus prodaje stavbe Hostela Celica. MOL je decembra tega leta neuspešno izvedla javno dražbo zemljišča, saj nobeden od ponudnikov ni bi pripravljen plačati varščine, ki je znašala dobrih 200.000 € (oz. 10 % izklicne cene 2,34 milijona €). V času dražbe je pred stavbo MOL potekal protest proti prodaji, ki so ga označili za napad na Metelkovovo, in zahtevali, da MOL hostel dodeli v skupno upravljanje Metelkovi. Med protestniki so bili poleg aktivistov tudi podporniki tedanjega upravljalca hostela. MOL je januarja 2018 naznanil, da bo lastništvo stavbe in zemljišča Hostela Celica ostalo v lasti občine, upravljanje pa bo za naslednjih 10 let prenešeno na mestni Javni zavod Ljubljanski grad. Stavba in prostori so bili tudi prenovljeni, program pa je zagotavljalo Kulturno umetniško društvo (KUD). Pogodba MOL z najemnikom Tomažem Juvanom je sicer potekla konec leta 2017. Juvan je občini predlagal odkup njegove lastnine, povezane s Celico, ki je med drugim vključevala blagovno znamko imena hostela.

### Incidenti in neredi
Metelkova se po besedah predstavnikov iz leta 2018 sooča z porastom agresivnih uporabnikov in preprodaje prepovedanih drog na območju.
Objekti na območju Metelkove pa so bili tudi tarča več požigov, tarča požigov pa je bil največkrat lokal Jalla Jalla. Prvi poskus požiga Jalla Jalla se je zgodil leta 2008. Do zažiga je prišlo tudi leta 2017, ko je oseba v streho lokala vrgla molotovko po tem, ko mu v lokalu niso želeli postreči pijače. Sredi leta 2018 je prišlo do požara v zapuščeni stavbi, ki naj bi jo občasno uporabljali uporabniki mamil.
Julija 2018 se je v nočnih urah zgodil požig kluba Jalla Jalla. Požar je z vnetljivo tekočino zanetil 25-letnik moški, ki je nato s kraja pobegnil. Storilca je kmalu po dogodku v bližini prijela policija. Požar je zajel celotno pročelje kluba in uničil del notranjosti, pri gašenju pa je sodelovalo 13 gasilcev s štirimi vozili in 5 prostovoljnih gasilcev z enim vozilom. Pri požigu je nastalo za več tisoč evrov škode. Storilec je bil obravnavan na psihiatrični kliniki, po odpustu dva dni kasneje pa se je vrnil na Metelkovo in se s požigom hvalil ter tamkajšnjim grozil s umorom. Storilec je sicer že pred požigom na območju Metelkove grozil, med drugim z nožem. Osebo so zaradi nadlegovanja in nasilja večkrat prijavili policiji, a se je oseba kljub posredovanju še naprej vračala na Metelkovo. Nekaj mesecev po požigu na Metelkovi je ista oseba zanetila še en požar v nekem drugem ljubljanskem lokalu. Na sojenju je storilec izjavil, da je nameraval zgolj lažje poškodovati vrata in ne požgati celotne zgradbe, vzrok za dejanje pa naj bi bilo maščevanje najemnikom lokala. Izvedenec psihiatrične stroke je na sojenju navedel, da je bil obtoženi ob storitvi dejanja psihotičen in zato neprišteven. Kolektiv Jalla Jalla od storilca ni zahteval povračitve škode zaradi osebnih okoliščin storilca.

### Izselitev nevladnih organizacij iz prostorov na Metelkovi 6
V prostorih zgradbe bivše vojašnice na Metelkovi 6, ki so v lasti ministrstva za kulturo, domuje več nevladnih organizacij. Oktobra 2020 je kulturno ministrstvo uporabnike stavbe na Metelkovi 6 obvestilo, da morajo do konca januarja 2021 prostore zapustiti. Kulturno ministrstvo je nekaterim uporabnikom poslalo predlog sporazuma o prenehnaju najemne pogodbe. Ministrstvo je kot razlog za izpraznitev navedlo dotrajanost stavbe in namen prenove ter namen uporabe prostorov za lastne potrebe. Stavba naj bi bila strukturno oporečna, neodporna na proteste in nevarna za bivanje. Uporabniki so v odzivu opozorili, da so sredstva za obnovo predvidena šele v letu 2023, stavba pa da je edina, ki jo ministrstvo namenja neodvisnim kulturnim, umetniškim in raziskovalnim organizacijam.

### Obisk pripadnikov posebne policijske enote
Februarja 2021 je v večernih urah na območje Metelkove prispela skupina 30-40 oz. več kot 40 pripadnikov posebne policijske enote, med katerimi so bili nekateri pripadniki oboroženi tudi z dolgocevnim orožjem. Še več policistov je v bližini čakalo v policijskih vozilih. Na kraju so policisti pričeli s trkanjem na vrata tamkajšnih prostorov in zahtevali, naj jim morebitni uporabniki prostorov vrata odprejo. Predhodno isti dan so se na območju Metelkove sicer zbrali protestniki in se nekateri po protivladnemu protestu tja vrnili, dan poprej pa se je na območju zbrala provladna aktivistična skupina Rumeni jopiči in pozvala k uničenju mesta Metelkova. Po neuradnih podatkih Mladine naj bi policisti na območju iskali protestnike. Predstavnik PU Ljubljana se je na medijsko vprašanje glede policijske akcije odzval, da je šlo za običajno policijsko varovanje protestnega shoda in zanikal očitke, da je bil namen policijske akcije ustrahovanje.

## Ustanove

### Klubi
- Klub Gromka - večnamenski prostor za koncerte, gledališke predstave in podobne dogodke
- Klub Monokel - lezbični klub
- Klub Tiffany - gejevski klub
- Klub Channel Zero - glasbeni klub
- Gala Hala - koncertno prizorišče
- Menza pri koritu - glasbeno prizorišče in mladinski center
- Jalla Jalla - artistični klub
- Bizzarnica pri Mariči - umetniško, glasbeni, prireditveni klub (kulturno-socialna socializacija)

### Galerije in drugo
- Galerija Alkatraz - galerija del sodobne umetnosti
- Galerija Mizzart - galerija del mladih in neuveljavljenih umetnikov
- Klub SOT24,5 - galerija del invalidnih umetnikov
- Škratova čitalnica - informacijski center in čitalnica ter prostor za filmske projekcije
- Galerija Channel Zero - najmanjši razstavni prostor v Sloveniji [navedi vir]